# Niet-configurationele taal
Een niet-configurationele taal is in de taaltypologie een hypothetische taal zonder verbale constituenten. In de meeste talen maakt het lijdend of meewerkend voorwerp deel uit van de verbale constituent en bevindt het onderwerp zich buiten deze constituent. Dit zijn in dit verband de configurationele talen. In niet-configurationele talen bestaat daarentegen geen structureel verschil tussen het onderwerp en voorwerpsvormen. Om de bedoelde functies weer te geven wordt in deze talen op grote schaal gebruikgemaakt van grammaticale markeerders.

## Beschrijving
Over het algemeen worden voor niet-configurationele talen de volgende algemene kenmerken aangenomen:
- De woordvolgorde is in principe vrij, of hangt althans niet af van verbale constituenten maar van andere dingen zoals topic of focus.
- Er zijn geen anaforen.
- Syntaxis speelt in een aantal opzichten een secundaire rol, bijvoorbeeld met betrekking tot de woordvolgorde.

## Onenigheid
Of niet-configurationele talen al dan niet werkelijk bestaan is een punt van discussie in de theoretische taalkunde. Nieuw onderzoek in het kader van Principes en parameters lijkt erop te wijzen dat talen die voorheen als niet-configurationeel werden beschouwd - zoals het Japans en veel Papoeatalen en Austronesische talen  - toch verbale constituenten kennen. Voorstanders van de lexicale functionele grammatica vechten deze conclusie aan. 
In feite komt de hele discussie rondom het bestaan van niet-configurationele talen neer op de vraag of grammaticale relaties zoals "onderwerp-lijdend voorwerp"  en "onderwerp-meewerkend voorwerp" ook in hun onderliggende structuur van elkaar afhankelijk zijn. Is dit niet het geval, dan mag de hypothese van de niet-configurationele talen als gegrond worden beschouwd.